# Receiver (Computerspiel)
Receiver (englisch für ‚Empfänger‘) ist ein Computerspiel des US-amerikanischen Indie-Entwicklers Wolfire Games aus dem Jahr 2012. Der Schwerpunkt von Receiver liegt auf einer möglichst realitätsnahen Funktionsweise und Bedienung von Handfeuerwaffen.
Die erste Version des Ego-Shooters wurde von dem damals vierköpfigen Team im Rahmen eines Game Jam innerhalb von neun Tagen entworfen, umgesetzt und veröffentlicht. Das Spiel entstand auf Grundlage der Unity-Engine und erschien für Microsoft Windows, MacOS sowie Linux. Mit Receiver 2 erschien 2020 ein Nachfolger.

## Spielprinzip

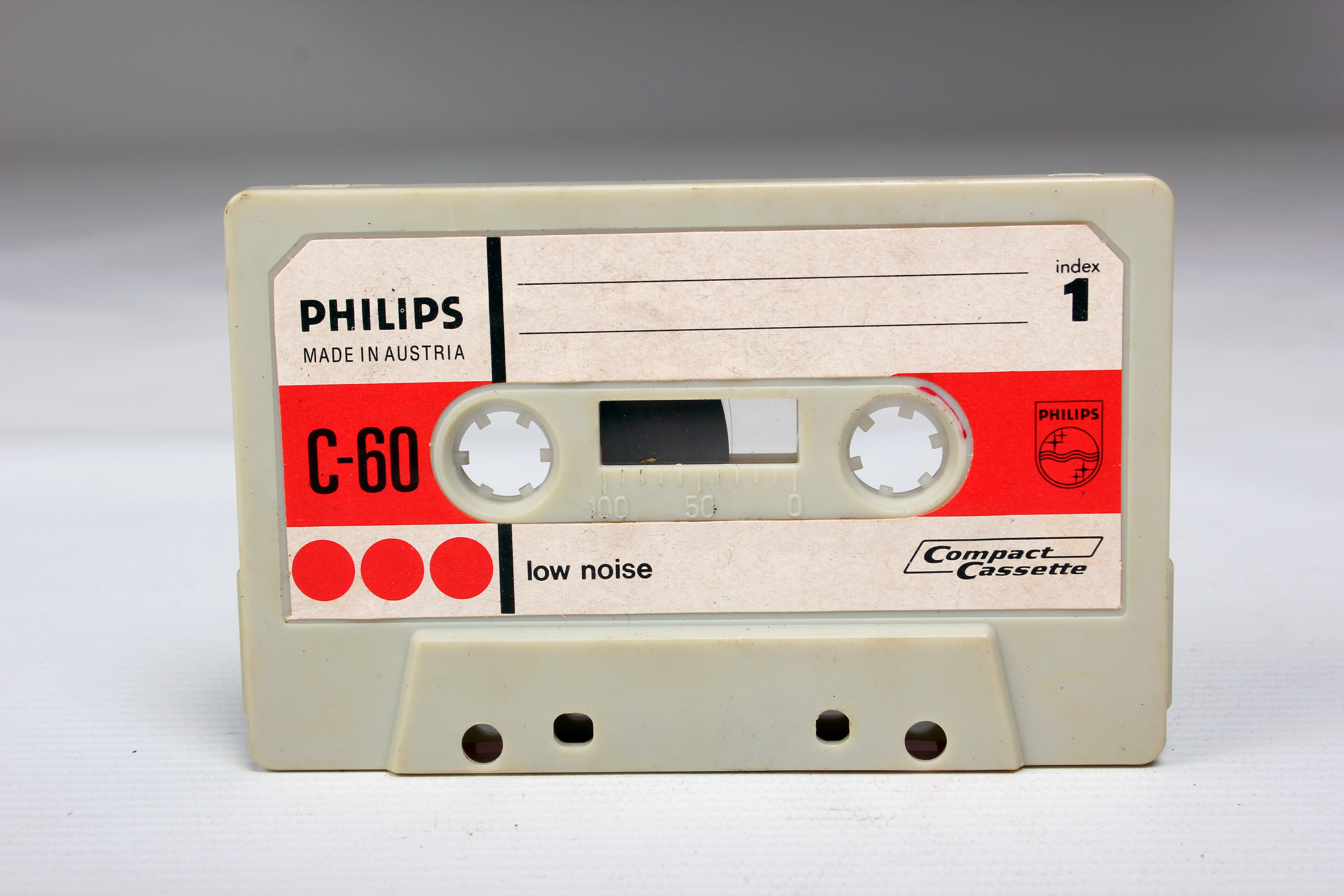
Elf solcher Audiokassetten müssen eingesammelt werden, um zu gewinnen.

In Receiver kämpft oder schleicht sich der Spieler mit Pistole und Taschenlampe ausgestattet durch eine prozedural generierte Welt aus aneinandergereihten Hochhäusern. Ziel des Spiels ist alle elf in der Spielwelt verteilten Audiokassetten einzusammeln, ohne dabei von vollautomatischen Drohnen und Geschütztürmen getötet zu werden. Diese können durch gezielten Beschuss eliminiert werden, wobei sich die Handhabe der Schusswaffen wesentlich komplexer als in anderen Ego-Shootern gestaltet. Darüber hinaus wird die Schwierigkeit durch eine ständige Munitionsknappheit, den Spieltod nach nur einem Treffer und die fehlende Möglichkeit den Spielstand zwischenzuspeichern erhöht. Stirbt der Spieler, beginnt das Spiel von neuem.
Das Nachladen einer Handfeuerwaffe soll vergleichsweise realistisch ablaufen, sodass für jede der Aktionen Magazin auswerfen, Patrone nachfüllen, Magazin wieder einstecken, Pistole durchladen, Pistole sichern/entsichern, Hammer spannen usw. das Drücken einer entsprechenden Taste nötig ist. Die drei Schusswaffenmodelle, von denen der Spieler jeden Spieldurchlauf mit einem zufällig ausgewählten bestreiten muss, unterscheiden sich in ihrer Bedienung und Funktionsweise voneinander. Im Spiel verfügbar sind Colt M1911, Glock 17 und ein Smith & Wesson-Revolver.
Wird eine der elf Kassetten eingesammelt, die in jedem Spieldurchlauf in zufälliger Reihenfolge gefunden werden, wird eine eingesprochene Audionachricht abgespielt. Die Nachrichten beschreiben zum einen die Funktionsweisen der Gegner und Bedienung der Schusswaffen, zum anderen verleihen diese dem Spiel eine gewisse Rahmenhandlung.

## Handlung
Auf den einzusammelnden Audiokassetten ist von einer Technologie namens „Mindtech“ (etwa ‚Verstand-Technologie‘) die Rede und davon, wie eine antagonistische Entität namens „The Threat“ (‚die Bedrohung‘) sie unter Einsatz der Medien eingesetzt hat, um die menschliche Bevölkerung zu schwächen und nun ein katastrophales Ereignis namens „The Mindkill“ auszulösen. Außerdem werden verschiedene Existenzebenen beschrieben und der Spieler angewiesen, sich ein „Cleartape“ (‚Lösch-Band‘) anzuhören, um wach zu werden. Eine der elf Kassetten enthält nur Hintergrundrauschen.

## Entwicklung
Das Spiel entstand während des 7DFPS genannten Game Jam, der 2012 zum ersten Mal vom 9. bis zum 15. Juni stattfand. Unter dem Motto „7 Day First-Person Shooter“ (‚7-Tage-Ego-Shooter‘) wurden Spieleentwickler und Designer weltweit aufgefordert, innerhalb von nur einer Woche ein Ego-Shooter-Computerspiel zu entwickeln. Ziel der Aktion war, den Status quo des Genres zu hinterfragen und neue Konzepte und Ideen zu entwickeln und auszuprobieren. Seitdem fand die 7DFPS-Challenge mehrfach wiederholt statt und brachte bereits mehrere hundert kleiner Spiele zustande. Die Regeln für die Teilnahme am Wettbewerb sind sehr weit ausgelegt, weshalb mitunter auch Spiele entstehen, die nicht direkt dem Genre Ego-Shooter zuzuordnen sind. Ein Gewinner wird ebenfalls nicht gekürt.
Hauptverantwortlich für die Entwicklung von Receiver war David Rosen, Chefentwickler, Gründer und CEO von Wolfire Games. Für die künstlerische Umsetzung zeichnet Audrey Serr verantwortlich. Der Soundtrack zum Spiel wurde von Anton Riehl komponiert und ist so in das Spiel eingebunden, dass sich Lautstärke und Intensität dynamisch an Spielsituation und -fortschritt anpassen. So soll die Musik im Spiel dabei helfen, dem Spieler zu vermitteln, was ihm im jeweils nächsten Raum bevorsteht und zur Immersion beitragen.
| Nr. | Titel                              | Autor(en)      | Länge |
| --- | ---------------------------------- | -------------- | ----- |
| 1.  | Reality Painted in Shades of Black | H. Anton Riehl | 1:11  |
| 2.  | A Slow Mindkill                    | H. Anton Riehl | 5:15  |
| 3.  | I Am Listening                     | H. Anton Riehl | 1:45  |
| 4.  | Eschatology                        | H. Anton Riehl | 10:07 |

Seit der ersten kostenlosen Veröffentlichung von Receiver im Rahmen des Wettbewerbs erschienen in unregelmäßigen Abständen kleine Updates, die Fehler beheben sollten und die zugrundeliegende Unity-Engine aktualisierten. Seit dem 29. April 2013 ist Receiver bei Steam erhältlich. Seit November 2020 unterstützt die Steam-Version den Steam Workshop. Dieser ermöglicht der Spielergemeinschaft selbstentwickelte Anpassungen und Erweiterungen für Receiver zu teilen und einfach zu nutzen. Der Quellcode des Spiels ist öffentlich bei GitHub einsehbar, steht jedoch nicht unter freier Lizenz.

### Hintergrund

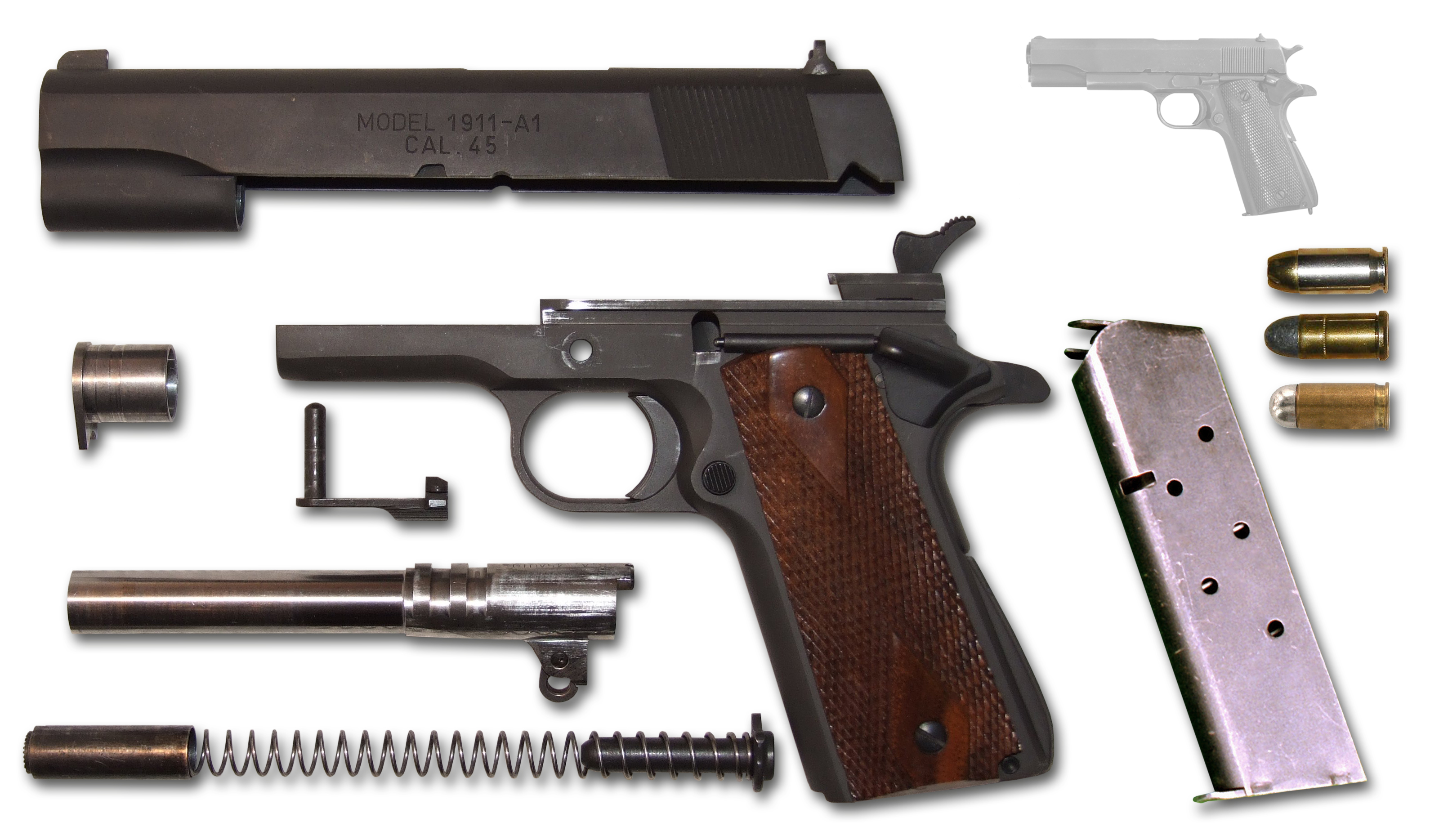
Teilzerlegter Colt M1911, wie er auch das Cover des Spiels ziert

Die Idee für Receiver kam Rosen, als er sich anlässlich Halloweens als der FBI-Agent Fox Mulder aus der US-amerikanischen Krimiserie Akte X verkleidete. Dazu legte er sich eine passende Spielzeug-Replik einer SIG Sauer P226 zu und bemerkte, wie ihm allein die Bedienung des Schlittens und das Ein- und Auswerfen des Magazins Spaß bereiteten. Er stellte fest, dass, obwohl Schusswaffen so omnipräsent in Videospielen seien, es keines davon erlaube, mit der Waffe selbst herumzuspielen und deren Funktionsweise näher zu verstehen. In einem Interview des britischen Spielemagazins Edge äußerte Rosen sich weiter, dass während Schusswaffen ein zentraler Bestandteil der US-amerikanischen Kultur seien, er selbst dennoch nicht gewusst habe, wie es sich anfühlt, diese zu bedienen und was in diesem Zusammenhang realistisch und was nur Hollywood-Fiktion sei. Eben diese Lücke versuche das Team mit Receiver zu füllen. Dabei betont er, dass dies nicht bedeute, dass er selbst oder das Spiel Schusswaffen befürworten würden.
Wolfire-Games-Entwickler Max Danielsson führte in einem Interview mit dem finnischen Computerspiele-Blog Konsolifin weiter aus:

”Aseilla on ollut pitkään keskeinen rooli pelaamisessa, mutta harvoin itse aiheena. Receiver yrittää siirtyä askeleen lähemmäksi todellisen ampuma-aseen käyttämisen emotionaalista kokemusta, ja keskustelee asekulttuurin poliittisesta sekä kulttuurisesta vuorovaikutuksesta nykymaailmassa. Emme arvostele kiinnostusta aseisiin vaan halusimme olla rehellisiä niistä”

„Waffen spielen seit langem eine zentrale Rolle in Spielen, aber selten als Thema. Receiver versucht, der emotionalen Erfahrung des tatsächlichen Gebrauchs einer Schusswaffe einen Schritt näher zu kommen und erörtert das politische und kulturelle Zusammenspiel der Waffenkultur in der heutigen Welt. Wir kritisieren das Interesse an Waffen nicht, wir wollten nur ehrlich sein.“

## Rezeption
Der Indie-Titel Receiver wurde trotz verhaltener Berichterstattung und dadurch ausgebliebenem Metascore von der Fachpresse überwiegend positiv aufgenommen. Vielfach gelobt wird die Experimentierfreudigkeit der Entwickler und Neuartigkeit des Spiels. Vor allem in Hinblick auf die kurze Entwicklungsdauer und den geringen Preis sei das Spiel es wert, gespielt zu werden. Auf Dauer ließe der geringe Umfang und ständig wiederkehrende Elemente das Spiel jedoch eintönig werden. So berichteten The Verge, Destructoid, Kotaku und Rock Paper Shotgun ausführlicher und resümierten:

“it’s a pretty excellent, extremely eye-opening experiment”

„Ein hervorragendes und sehr aufschlussreiches Experiment“

“worth your time and cash”

„Eure Zeit und Euer Geld wert“

“totally worth it”

„Absolut lohnenswert“

## Nachfolger
Am 14. Dezember 2019 kündigte Entwickler Wolfire Games mit Veröffentlichung eines einminütigen Trailers via YouTube einen Nachfolger an. Receiver 2, stilisiert auch Receiver II, erschien am 14. April 2020 ausschließlich als Download via Steam für Microsoft Windows, macOS und Linux. Während sich Setting und Spielprinzip stark am ersten Teil orientieren, wurde der Wiederspielwert durch mehr und abwechslungsreichere Inhalte sowie ein neues Stufensystem, das Fortschritte auch über einzelne Spielsitzungen hinweg ermöglicht, erhöht. Zudem sind die Waffenmodelle von Grund auf neu und noch detailgetreuer modelliert worden. Während der erste Teil zunächst innerhalb von nur sieben Tagen entstand, befand sich Receiver 2 bei Veröffentlichung bereits seit über zwei Jahren in Entwicklung. Die Entwickler verbrachten Stunden mit dem Studium von Handbüchern der enthaltenen Waffenmodelle und nahmen erstmals an einem realen Schießtraining mit Handfeuerwaffen teil. Der Soundtrack des Nachfolgers wurde wieder von Anton Riehl komponiert.
Das Arsenal der Faustfeuerwaffen wurde im zweiten Teil von vormals drei auf neun Modelle erweitert. Für Receiver 2 wurde jedes Bauteil der Pistolen als 3D-Modell nachmodelliert und das Zusammenspiel der Einzelteile simuliert. Im Gegensatz zum Vorgänger sind die Modelle auch optisch authentisch und mit hochauflösenden Texturen dargestellt. Dabei sind folgende Modelle enthalten.
- Beretta M9
- Colt Detective Special
- Colt M1911
- Colt Single Action Army
- Desert Eagle
- Glock 17
- Hi-Point C380
- SIG Sauer P226
- Smith & Wesson Model 10

Seit Veröffentlichung wurden regelmäßig Aktualisierungen mit neuen Inhalten bereitgestellt. In einem umfangreichen Update wurde Receiver 2 im März 2021 um einen zweiten Spielmodus ergänzt. Alternativ zum linearen Story-Modus kann der Spieler nun im sogenannten „Compound“ (‚Lager‘) verweilen, um dort seine Fertigkeiten an einem Schießstand und bei diversen Übungen zu verbessern. Durch das Erfüllen von Herausforderungen im Schießtraining lassen sich alternative Skins für die Waffen im Spiel freischalten, die auch im Hauptspiel Anwendung finden können. Darüber hinaus erfährt der Spieler hier mehr über die dem Spiel zugrundeliegende Handlung und kann diverse Easter Eggs finden. An einem Arcade-Automaten lässt sich der erste Teil, Receiver, spielen.

### Rezeption
Matt Cox lobte Receiver 2 in seinem Test für Rock Paper Shotgun: „I’m very close to calling it a masterpiece“ (‚Ich bin kurz davor, es ein Meisterstück zu nennen‘). Darin werden die gewissenhaft modellierten Waffen und Gegner, die einen hohen Grad an Immersion einerseits ermöglichen und andererseits volle Konzentration seitens des Spielers erfordern, hervorgehoben. Einziger Makel sei das schlecht ausbalancierte Stufen-System, das zunächst viel Spielzeit erfordere, um höhere Stufen zu erreichen, um dem Spieler dann durch die Einführung noch stärkerer Gegner den weiteren Fortschritt abrupt deutlich zu erschweren. Dass der gesamte Spielfortschritt beim Beenden des Spiels zurückgesetzt wurde, sei eine „ärgerliche Fehlentscheidung“ des Entwicklers gewesen. Mit einem Update reagierte Wolfire Games bereits Tage später auf die Kritik und deaktivierte das Zurücksetzen des Fortschritts beim Beenden des Spiels.
Derek Johnson vergab in seinem Test von Receiver 2 für Jump Dash Roll 9 von 10 Punkten. Darin lobt er die gute Grafik und eine gelungene Spielmechanik, die viele Spielstunden Übung brauche, um gemeistert zu werden. Lediglich die nur zwei verschiedenen Typen von Gegnern und sich zu häufig wiederholende Spielabschnitte würden den langfristigen Spielspaß trüben. Insgesamt urteilt er: „Receiver 2 is the only game that properly simulates how firearms work while also offering a campy story and nice-looking visuals“ (‚Receiver 2 ist das einzige Spiel, das Schusswaffen korrekt simuliert und dabei eine kurzweilige Handlung und gut aussehende Grafik bietet‘).